# Saint-Michel-de-Maurienne
Saint-Michel-de-Maurienne – miejscowość i gmina we Francji, w regionie Owernia-Rodan-Alpy, w departamencie Sabaudia.
Według danych na rok 1990 gminę zamieszkiwało 2919 osób, a gęstość zaludnienia wynosiła 80 osób/km² (wśród 2880 gmin regionu Rodan-Alpy Saint-Michel-de-Maurienne plasuje się na 302. miejscu pod względem liczby ludności, natomiast pod względem powierzchni na miejscu 135.).

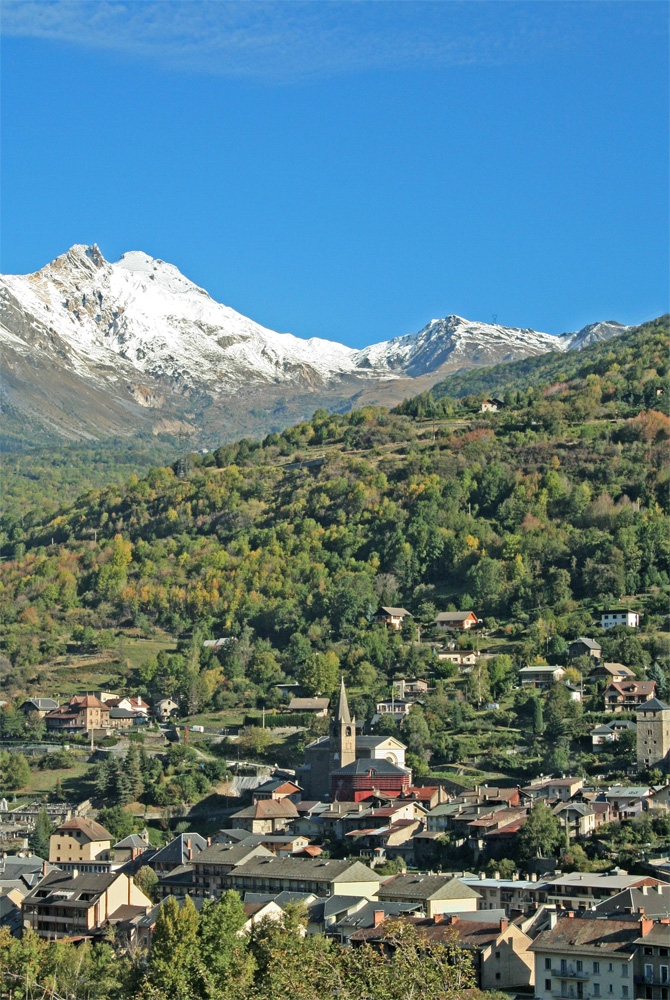
Saint-Michel-de-Maurienne, 2007
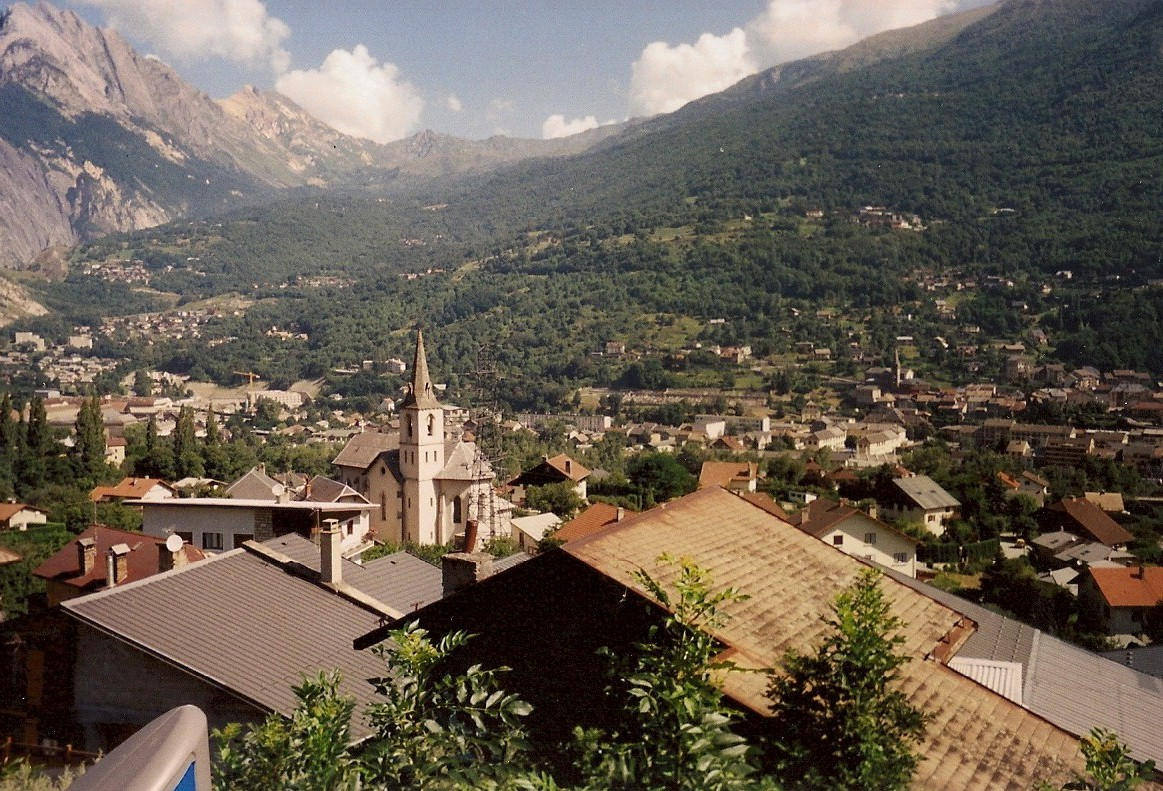
Saint-Michel-de-Maurienne, 2008
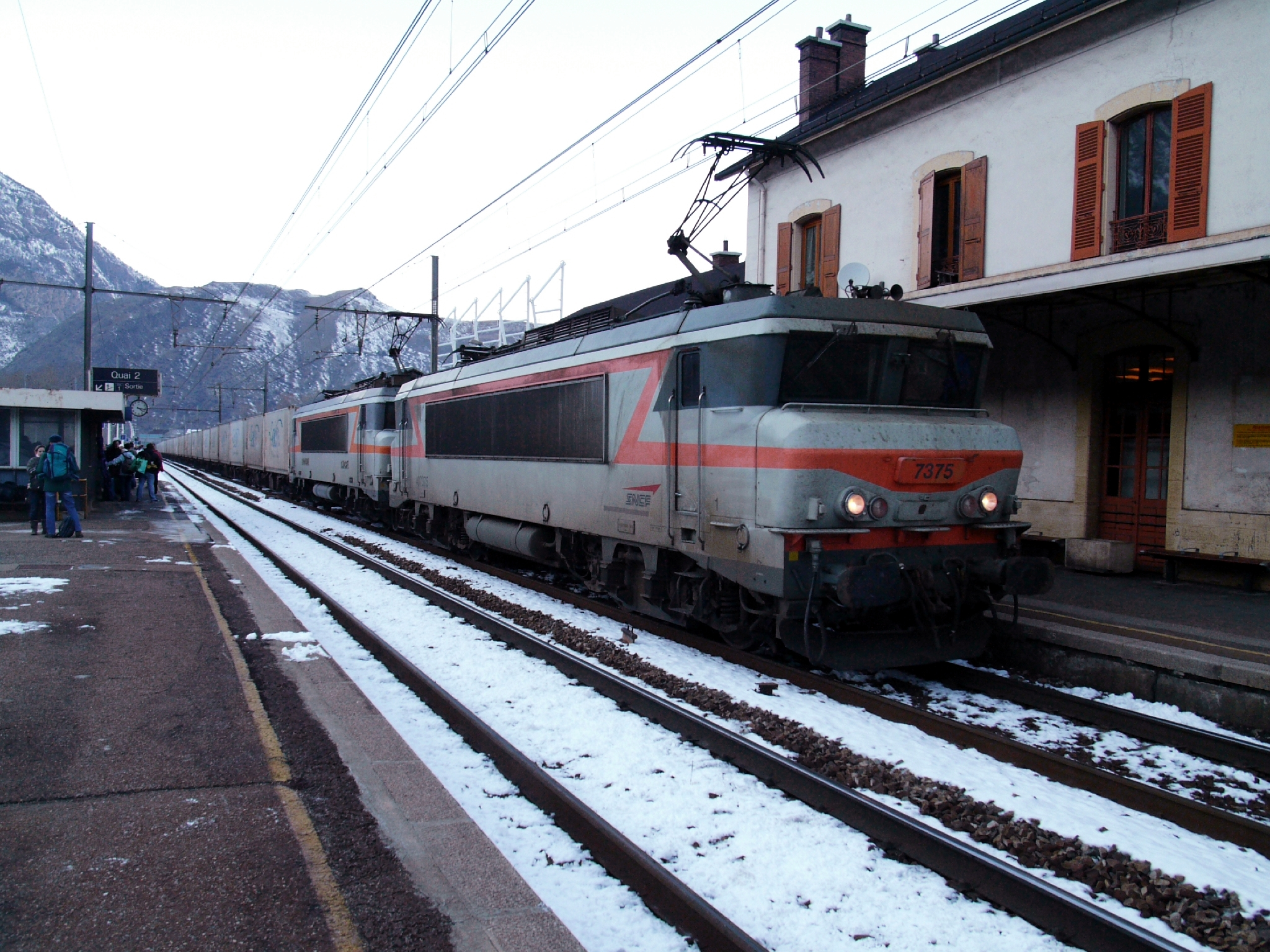
Stacja kolejowa w Saint-Michel-de-Maurienne, 2008